# Вессель, Хорст
Хорст Людвиг Ве́ссель (нем. Horst Ludwig Wessel, 9 октября 1907 — 23 февраля 1930) — нацистский активист, штурмфюрер СА, поэт, автор текста «Песни Хорста Весселя», позднее ставшей гимном НСДАП.

## Биография
Хорст Вессель был сыном лютеранского пастора доктора Вильгельма Людвига Георга Весселя (1879—1922), который служил с 1906 по 1908 год в Билефельдской церкви Павла и с 1913 года в берлинской церкви Святого Николая.
Вессель посещал Королевскую городскую гимназию на Александерплац. По окончании школы он начал изучать юриспруденцию.
В 1926 году Вессель вступил в НСДАП и СА.
В 1928 году бросил учёбу, работал таксистом и подсобным рабочим на строительстве метро.
В 1929 получил звание штурмфюрера СА. В том же году в национал-социалистическом журнале «Der Angriff» было впервые опубликовано его стихотворение «Die Fahne hoch, …», позже ставшее словами гимна НСДАП.

## Смерть
14 января 1930 года на Хорста Весселя в дверях его квартиры было совершено нападение членами запрещённого в то время Союза красных фронтовиков. Вессель был ранен в голову Альбрехтом Хёлером, активистом Коммунистической партии Германии. Хорст отказался от предоставления ему первой медицинской помощи, так как врачом оказался еврей, заявив, что не хочет лечиться у еврейского врача. Вессель был доставлен в государственную больницу во Фридрихсхайне (район Берлина), где под наблюдением врачей умер 23 февраля 1930 года от заражения крови.
Вессель был похоронен на Кладбище Святых Марии и Николая в Берлине, в 1945 году надгробие на могиле было частично уничтожено и на нем оставили только имя его отца Людвига (без фамилии). В 2013 году надгробие было полностью убрано с могилы.

## Вопрос вины
Коммунистическая партия Германии отвергала обвинения в политическом убийстве.
Все участники нападения были вскоре задержаны и приговорены к денежным штрафам или различным срокам заключения. Компартия хоть и оказывала им помощь на судебном процессе, тем не менее, дистанцировалась от них. После прихода нацистов к власти в 1933 году Альбрехт Хёлер, приговорённый к шести годам тюрьмы, был захвачен штурмовиками СА и расстрелян. Двое других второстепенных участников — Салли Эпштайн и Ханс Циглер, в 1934 году были приговорены к смерти и в 1935 году были казнены.
- Хорст Вессель во главе своего отряда СА, 1929
- Похороны Хорста Весселя. Берлин, 1930
- Похороны Хорста Весселя. Берлин, 1930
- Лидеры нацистов у могилы Весселя, 1933

Смерть Весселя была политизирована министерством пропаганды Геббельса и впоследствии активно использовалась нацистской пропагандой. О нём был снят псевдобиографический фильм «Ханс Вестмар — один из многих». В нацистской Германии Хорст Вессель стал символом «самоотверженного национал-социалиста, готового умереть за свои идеалы». Впоследствии его именем были названы моторизованная дивизия СС и истребительная эскадра Люфтваффе, а также были названы улицы, парки, школы, станции метро, учебное парусное судно и т. д. (переименованы после Второй мировой войны).